# Стрюковка (Томаковский район)
Стрюковка (укр. Стрюківка) — село,
Выводовский сельский совет,
Томаковский район,
Днепропетровская область,
Украина.
Код КОАТУУ — 1225482007. Население по переписи 2001 года составляло 297 человек .

## Географическое положение
Село Стрюковка находится на расстоянии в 2,5 км от сёл Выводово и Новопавловка.
По селу протекает пересыхающий ручей с запрудой.
Через село проходит автомобильная дорога Т-0420.